# 不合作方式
不合作方式（英語：Fuck Off）是与第三届上海双年展（2000年）并行的一场当代展览。其更直接的别名“去他妈的”更被认可。展览内容包括概念、行为和抗议艺术。

## 概观
该展览在冯博一和43岁的艾未未的东廊画廊的一家仓库举办，被很多中国年轻艺术家尊崇。艾未未用一组给白宫、紫禁城、观众竖中指和一张松手让一件古汉朝中国花瓶在自己脚边摔碎的照片概述“去他妈的”的艺术策展态度。恰逢上海双年展，展览的开幕体现了一种对建制的不合作态度，正如展览目录最后一行所总结的：“也许‘现场’不存在任何东西，但将永远存在的是与任何权力话语体系的非常不合作。”
艺术展包括48位先锋派艺术家的作品，其中多人展示了具有挑衅性和争议性的作品。其中有何云昌，他在一张彩色照片中裸胸，用两脚踝将自己倒吊在奔腾的梁河上方的一辆吊车上，手握刀片，后又用同一把小刀切割自己的手臂；孙原展览了《独居动物》，为一个玻璃容器盛放着一个动物骷髅和据称足够毒死艺术展所有观众的毒气；王楚禹的表演是四天的禁食；朱冥穿着尿布坐在塑料泡沫里从黄浦江漂流而下。艺术展最著名的例子之一是朱昱的“吃人”表演。它由一系列他烹食被认为是人类胎儿之物的照片组成。其中一张2001年通过电子邮件在网上传播，引发了联邦调查局和苏格兰场的调查。当2003年朱昱的作品被表现在研究中国现代艺术的第四台的纪录片上时，这一食人主题在不列颠是有争议的。作为对公众反响的回应，朱昱说：“没有宗教禁止吃人。我也不能找到任何防止我们吃人的法律。我利用了道德和法律之间的空间，并以此作为我作品的基础。”朱昱已声称他用的是从一家医学院偷来的真实胎儿。
2000年11月4日到14日，展览进行了10天。开幕后，文化检查局突袭了展览，移除了被认为不合适的作品。后来，在预期闭幕前，他们以不妥为由要求展览关闭。警察以未得出版许可为由没收了所有其余的产品样本。
在Chin-Chin Yap的采访中，艾未未被问及是否“去他妈的”的真正表现有与他出版的黑、白、灰封面书相似的概念。他继续说：在完成这些书后，发生了很多有趣的艺术作品，他生活中的人们不断推荐创办一场与书中主题相符的展览。他的意见并不是说这个展览真的那么好因为它很快就被组织起来了，且他知道展览存在被警察关闭和没收所有作品的可能性。幸运地，他说参与其中的艺术家们“合作且感兴趣，态度摆着”。在一种很大开眼界的表述中，艾未未继续说“可能‘去他妈的’是最重要的，因为它所代表的”。参与者关于他们想给予中国的协会和西方策展人、协会、商人的图象有清晰的思路：“作为艺术家们个体，我们必须对外界世界说点什么，而我们说的是‘去他妈的’。”
当今中国艺术界的很多有影响的艺术家参与了，很多从此参加国际展览和电视纪录片。
展览的一份目录已出版，是一本黑色的书，封面是简单的标题“去他妈的”。

## “去他妈的”上的冯博一
共同策展者冯博一觉得因早期中国当代艺术展在外国举办，中国艺术家仿佛仅仅是为外国人工作。在共同策展该展览的过程中，冯博一说：“我们想展现‘去他妈的’风格，不是为政府工作或用西方各国的风格，而是第三条路。” 

## 共同策展者
2000年10月艾未未和冯博一的描述：
“‘去他妈的’是一项组织者和艺术家都参与的活动。在今天的艺术中，另一选择是发挥对权力话语和大众习俗的修改和批判的作用。在一种不合作和不妥协的方式下，它自觉对抗同化和庸俗化的威胁。一种对抗权力和不对庸俗化妥协的文化态度和独立的个人经验、感受和创作一起，是延伸到对精神自由的追求和渴望的，这是一个永恒的主题。这样的文化态度是显然独家与异化的。它旨在处理文化权力、艺术协会、艺术趋势、东西方间的交流、异国情调、后现代主义和后殖民主义这样的主题。
‘去他妈的’强调独立和批判的立场是艺术存在的基础，及其在矛盾冲突下独立、自由和多元化的状态。它试图唤醒艺术家的责任和自律，寻求让艺术作为“野生动物”存活下来的方式，提出关于一些当代中国艺术议题的问题。
寓言、引导性提问、对抗、异化、溶解、忍耐、无聊、偏见、荒诞、嘲讽和自我娱乐是文化的各方面，也是存在的特征。此类的议题在此由艺术家以前所未有的坦率和聪颖在此表现，将新鲜和刺激的信息和存在的痕迹留下。
在这次展览中，参与者和他们的作品不是选择、识别和判断的目标。他们不寻求任何借口。群体认同和内在差异是如此充分地被尊重和鼓励以至于它可能会被怀疑观众在场是否必要。
现场的模糊性和不确定性迫使人们只以扩散和延迟的形式来寻求意义和满足感。或许真正的‘在场’并不存在，而与任何权力话语系统的不合作的姿态才是永恒的。”

## 著名作品
意外摔毁
艾未未担忧整个中国历史和人们在学习和维护它时没有扮演合适的角色的事实。通过摔毁一个接近无价的手工艺品，艾未未本质上在问中国人是否真的关心他们自己的历史：拿走一些有价值的东西，并将其变成碎片。
金色阳光（表演）
何云昌做了大量表演艺术，将事做到了极限。他的目标是“寻找持久和无畏与现实的对抗，和这的一个诗意的表达。”
中国风景：纹身2号
黄岩视风景画为表达自己的一种方式。他的风景画景象被画在他身体上、猪肉上、甚至奶牛骨上。
老鼠
靳勒用各种各样的材料做实验，以证明如果科学家成功地将人和动物结合成一种形式则他认为人和动物将要变成的样子。
和平系列19号
梁越用Photoshop（PS）为自己表达的主要形式。他试图将各种广告PS到他拍摄的照片上然后将它们邮寄到各地，试图让人们都看到。
失乐园17号
孟煌生于北京，说“我长大了，什么都不知道。现在我住在北京，发现艺术明星的作品非常西化。”他的作品似乎是一片几乎无法企及、曾是天堂、但现在是悲伤和压抑的土地的回忆。
在水上跺脚
宋冬说“因为艺术语言的开放性，我在把‘艺术’当正事做的时候找到了乐趣。随着我了解它，当艺术风格为媒介、方法和范式所定义时，时间终止了。当我使用这些时，我脑中唯一的东西是它们是否符合我的主张。”他的作品似乎展现生活中的很多差距和人类相比于周围的世界并不太重要的事实。
植皮
朱昱是一位非常直言不讳的用自己的作品表态的艺术家。他的作品旨在让人们思考周围的世界。他说“我们并不很害怕我们没在思考他人正在思考的东西，因为这样的一个议题是由我们的精神所照看的。我们害怕的是人们在思考他们不该思考的东西。所以我们需要重新思考人们最初采取了什么正确措施，并抽出与现实无关的一切。”

## 参展艺术家
艾未未、曹斐、陈羚羊、陈劭雄、陈运泉、丁乙、冯卫东、顾德新、何岸、何云昌、黄磊、黄岩、靳勒、李文、李志旺、梁越、林一林、陆春生、路青、孟煌、彭禹、彭东会、琴嘎、荣荣、宋冬、孙原、王冰、王音、王楚禹、王兴伟、乌尔善、萧昱、徐坦、徐震、杨勇、杨福东、杨茂源、杨振忠、杨志超、张大力、张盛泉、郑国谷、朱冥和朱昱。陈浩、郑继舜和宋涛展览了一段视频，记录他们步行通过城市，同时血液从插入他们的静脉的塑料管泄漏着。